# Новокрасочный
Новокра́сочный (бывш. Посёлок фермы № 1 свх. «Ипатовский») — посёлок в Ипатовском районе (городском округе) Ставропольского края Российской Федерации.

## Географическое положение
Расстояние до краевого центра: 98 км. Расстояние до районного центра: 27 км.

## История
9 февраля 1972 года Указом Президиума ВС РСФСР посёлок фермы № 1 совхоза «Ипатовский» переименован в Новокрасочный.
До 1 мая 2017 года посёлок входил в упразднённый Красочный сельсовет.

## Население
| 1989 | 2002 | 2010 | 2014 | 2023 |
| ---- | ---- | ---- | ---- | ---- |
| 283  | ↗348 | ↘262 | ↘200 | ↗228 |

По данным переписи 2002 года, 86 % населения — русские.

## Инфраструктура
Медицинскую помощь оказывает фельдшерско-акушерский пункт.
В Новокрасочном 5 улиц — Зелёная, Клубная, Пролетарская, Ульяновых и Шоссейная. С западной стороны посёлка расположено общественное открытое кладбище площадью 5500 м².

## Связь и телекоммуникации
В 2016 году в посёлке введена в эксплуатацию точка доступа к сети Интернет (передача данных осуществляется посредством волоконно-оптической линии связи).